# Шакшозеро
Шакшозеро — пресноводное озеро на территории Подпорожского городского поселения Подпорожского района Ленинградской области.

## Общие сведения
Площадь озера — 0,5 км², площадь водосборного бассейна — 26 км². Располагается на высоте 139,6 метров над уровнем моря.
Форма озера продолговатая: оно вытянуто с северо-запада на юго-восток. Берега изрезанные, каменисто-песчаные, местами заболоченные.
С северо-восточной стороны Шакшозера вытекает река Шакшозерка, впадающая в реку Свирь.
С запада в озеро впадает река Ладвозерка, вытекающая из Ладвозера.
Населённые пункты вблизи водоёма отсутствуют.
Код объекта в государственном водном реестре — 01040100711102000015129.